# مارك كاماتشو
مارك كاماتشو هو كاتب وكاتب سيناريو وممثل كندي، ولد في 12 أبريل 1964 بمونتريال في كندا.

## أعمال

### أفلام
- (2004) متنزه ويكر[2]
- (2007) أنا لست هناك[3]
- (2008)  منطقة حرب
- (2015) السير[4][5]

## وصلات خارجية
- مارك كاماتشو على موقع IMDb (الإنجليزية)
- مارك كاماتشو على موقع قاعدة بيانات الفيلم (الإنجليزية)